# Parafia św. Kazimierza Królewicza w Gdańsku

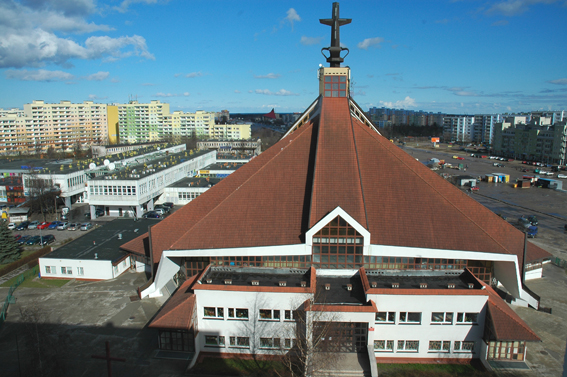
Kościół parafialny pw. św. Kazimierza (widok z bloku przy ul. Pilotów)

Parafia św. Kazimierza w Gdańsku – rzymskokatolicka parafia usytuowana w gdańskiej dzielnicy Zaspa – Młyniec przy ulicy Pilotów. Wchodzi w skład dekanatu Gdańsk Przymorze, który należy do archidiecezji gdańskiej.

## Historia
Historia duszpasterstwa na Zaspie, sięga końca lat '70 XX wieku, gdy gdańskie osiedle otrzymało w 1979 pozwolenie od władz państwowych – PZPR, na utworzenie parafii pw. Opatrzności Bożej, a jej pierwszym proboszczem został, dotychczasowy wikariusz parafii NMP Królowej Różańca Świętego na Przymorzu – ks. Julian Noga.
- Kwiecień 1980 – staraniami o pozwolenie na budowę punktu katechetycznego przy ul. Pilotów 1 postawiono tymczasowy budynek który mieścił kaplicę i dwie salki – tzw. „Barak”, a po przeróbkach stoi on do dziś;
- 17 maja 1982 – uzyskano pozwolenie na budowę – wg projektu inż. Jana Raniszewskiego;
- 19 września 1982 – poświęcenie i wmurowanie kamienia węgielnego pod budowę;
- 4 marca 1984 – erygowanie i ustanowienie parafii, dekretem biskupim  przez bpa Lecha Kaczmarka – ordynariusza gdańskiego;
- Wrzesień 1984 – pracę w parafii podjęły siostry ze Zgromadzenia Sióstr Wspólnej Pracy od Niepokalanej Maryi[2];
- 12 czerwca 1987 – NA ZASPIE GOŚCIMY OJCA ŚWIĘTEGO JANA PAWŁA II – podczas swojej III pielgrzymki do Polski
- 14 maja 1988 – peregrynacja obrazu Matki Boskiej Częstochowskiej;
- 4 czerwca 1989 – otwarcie parafialnego ośrodka rekolekcyjno-wypoczynkowego w Kamienicy Królewskiej;
- 1 września 1992 – otwarcie Katolickiej Szkoły Podstawowej przy parafii św. Kazimierza[3];
- 1994 – rozpoczęcie budowy Domu Opieki „Złota Jesień”[4];
- 1 września 1999 – otwarcie Publicznego Gimnazjum Katolickiego im. św. Kazimierza;
- 21 czerwca 2000 – poświęcenie kapliczki przy ul. Startowej z figurą Matki Bożej (choć niektóre źródła podają, że jest to rzeźba przedstawiająca św. Zofie – por. Ołtarze papieskie na Pomorzu, Gdańsk 2002, s.79) z ołtarza papieskiego na sopockim Hipodromie w trakcie której także koronował cudowny obraz Matki Boskiej Wejherowskiej, papieskimi koronami. Podczas swojej VII pielgrzymki do Polski;
- 1 września 2003 – powołany zostaje Zespołu Szkół Katolickich przy parafii św. Kazimierza, a dyrektorem został wikariusz parafii – ks. mgr lic. Adam Meger[5];
- 2006 – generalny remont Kościoła;
- 6 kwietnia 2008 – konsekracja Kościoła, której dokonał arcybiskup metropolita gdański – Tadeusz Gocłowski CM;
- 23 czerwca 2010 – poświęcenie organów przez abpa Sławoja Leszka Głodzia – metropolitę gdańskiego.

## Stan obecny
Od lipca 2024 proboszczem parafii jest ks. kan. dr Jan Uchwat, a wikariuszami są: ks. dr Sławomir Czalej (od lipca 2018), ks. dr Maciej Machalica (od sierpnia 2021) i ks. mgr lic. Artur Suska (od sierpnia 2024), a jako rezydent – zamieszkały na terenie parafii, (od 26 czerwca 2001) służy ks. kan. mgr Julian Noga. Decyzją arcybiskupa metropolity gdańskiego – Tadeusza Wojdy SAC, z dnia 3 czerwca 2022 roku przydzielony został, dyrektor Zespołu Szkół Katolickich im. św. Kazimierza i tym samym diecezjalny duszpasterz Nauczycieli i Wychowawców – ks. dr Jakub Zinka jako pomoc duszpasterska parafii.

## Proboszczowie
- 1984–2001: ks. kan. mgr Julian Noga[6][7]
- 2001–2005: ks. Leszek Laskowski[10]
- 2005–2012: ks. kan. mgr Adam Zdrojewski[11]
- 2012–2024: ks. kan. dr Ireneusz Baryła[12]
- od 1 VII 2024: ks. kan. dr Jan Uchwat[13][14][15]
  - członek Rady Duszpasterskiej od 12 I 2022
  - kapelan w zakładzie Dom Opieki „Złota Jesień”[4] od 19 I 2021
  - przewodniczący Rady ds. Duszpasterstwa Powołań od 8 I 2021